# كوب كرافت
كوب كرافت (باليابانية: コップクラフト DRAGNET MIRAGE RELOADED، بالروماجي: Koppukurafuto DRAGNET MIRAGE RELOADED) (بالإنجليزية: Cop Craft)‏
هي رواية خفيفة من تأليف شوجي كاتو ورسم رانجي موراتا، نشرت من قبل شوغاكوكان منذ 18 نوفمبر 2009، اقتبست إلى أنمي تلفزيوني من قبل استوديو ميلبينسي، عرض الأنمي في منذ 8 يوليو 2019.

## القصة
تدور أحداث القصة في عالم ظهرت فيه بوابة غامضة فوق المحيط الهادئ منذ 15 عامًا، تربط العالم السحري بالأرض، جاء الجان وغيرها من المخلوقات عبر البوابة من الجانب الآخر، وأقامت علاقات دبلوماسية مع سكان الأرض.

## الشخصيات الرئيسية
كي ماتوبا (باليابانية: ケイ・マトバ، بالروماجي: Kei Matoba)
مؤدي الصوت: كينجيرو تسودا
تيلارنا إكسيدليكا (باليابانية: ティラナ・エクセディリカ Tirana Ekusedirika)
مؤدية الصوت: مايو يوشيوكا
سيشيرو إيبيسو (باليابانية: セシル・エップス، بالروماجي: Seshiru Eppisu)
مؤدية الصوت: فوميكو أوريكاسا
جاك روث (باليابانية: ジャック・ロス، بالروماجي: Jakku Rosu)
مؤدي الصوت: كينجي هامادا
بيز اونيل (باليابانية: ビズ・オニール، بالروماجي: Bizu Onīru)
مؤدي الصوت: واتارو تاكاغي
كيني (باليابانية: ケニー، بالروماجي: Kenī)
مؤدي الصوت: فولكانو أوتا
زيرادا (باليابانية: ゼラーダ، بالروماجي: Zerāda)
مؤدي الصوت: هوتشو أوتسوكا

## وصلات خارجية
- موقع الأنمي الرسمي (باليابانية)